# شمولن
اشمولن (بالألمانية: Schmölln) هي بلدة ألمانية تقع في ألمانيا في تورينغن. يقدر عدد سكانها بـ 12,224 نسمة .

## المدن التوأمة
مدن دوبل (لاتفيا) و جديار ناد سازافو هي مدن توأمة لـاشمولن.

## أعلام
- ستيفن كوشلر